# Tamonea androsaemifolia
Tamonea androsaemifolia là một loài thực vật có hoa trong họ Cỏ roi ngựa. Loài này được (Griseb.) Jenn. miêu tả khoa học đầu tiên năm 1917.